# 이렌 갈터
이렌 갈터(Irène Galter, 1931년 12월 16일 ~ )는 이탈리아의 배우이다.